# Курджиновское сельское поселение
Курджиновское се́льское поселе́ние — муниципальное образование в Урупском районе Карачаево-Черкесии Российской Федерации.
Административный центр — село Курджиново.

## История
Статус и границы сельского поселения установлены Законом Карачаево-Черкесской Республики от 6 марта 2006 года № 13-РЗ «от 24 февраля 2004 года № 84-РЗ «Об административно-территориальном устройстве Карачаево-Черкесской Республики».

## Население
| 2002  | 2010  | 2012  | 2013  | 2014  | 2015  | 2016  |
| ----- | ----- | ----- | ----- | ----- | ----- | ----- |
| 4932  | ↗7041 | ↘6901 | ↘6834 | ↘6797 | ↘6723 | ↘6627 |
| 2017  | 2018  | 2019  | 2020  | 2021  | 2023  | 2024  |
| ↘6613 | ↘6569 | ↘6547 | ↘6452 | ↗7005 | ↘6983 | ↘6913 |
| 2025  |       |       |       |       |       |       |
| ↘6886 |       |       |       |       |       |       |

## Состав сельского поселения
| № | Населённый пункт | Тип населённого пункта       | Население |
| - | ---------------- | ---------------------------- | --------- |
| 1 | Азиатский        | посёлок                      | →40       |
| 2 | Курджиново       | село, административный центр | ↗6013     |
| 3 | Псемён           | село                         | ↘835      |
| 4 | Рожкао           | посёлок                      | ↗117      |